# Lý thuyết đàn hồi
Lý thuyết đàn hồi là một nhánh của cơ học vật rắn biến dạng. Cơ học vật rắn biến dạng là ngành học lớn, nghiên cứu sự làm việc của vật rắn về mặt cơ học như trạng thái ứng suất, trạng thái chuyển vị và biến dạng...dưới tác dụng bên ngoài(tải trọng, sự thay đổi nhiệt độ, sự chuyển vị cưỡng bức...)